# 100 Years Ago
"100 Years Ago" er en sang fra The Rolling Stones, som var på deres album Goats Head Soup fra 1973.
Den er krediteret til Mick Jagger og Keith Richards, og guitarist Mick Taylor sagde på tidspunktet for dens udgivelse:” Nogen af de sange vi brugte (til dette album) er meget gamle. ”100 Years Ago” var en som Mick (Jagger) havde skrevet to år tidligere, og som vi ikke havde fået brugt før nu” . Sangen tekst viser Jagger der tænker over årene;  
| Citat | Now all my friends is wearing worried smiles, Living out a dream of what they was; Don't you think it's sometimes wise not to grow up? | Citat |
|       | |       |

| Citat | Went out walkin' through the wood the other day; Can't you see the furrows in my forehead? What tender days, we had no secrets hid away; Now it seems about a hundred years ago | Citat |
|       | |       |

Sangens hastighed bliver sat betydeligt ned før mellemspillet hvor Jagger begynder at synge i en dræven, og begynder så igen at speede op, og blive til en slags funk . 
Indspilningerne foregik i musik studiet på Kingston, Dynamic Sound Studios, i november og december, 1972, med det afsluttende arbejde i juni, 1973. Jagger sang, mens Taylor spillede sangens guitarer, og Bill Wyman og Charlie Watts der henholdsvis spillede bass og trommer. Nicky Hopkins spillede klaver, mens Billy Preston spillede clavinet. Koret bestod af Richards og Jagger .

## Eksterne kilder og henvisninger
- Officiel tekst Arkiveret 14. juli 2009 hos  Wayback Machine
- Hør The Rolling Stones ”100 Years Ago” Arkiveret 28. marts 2016 hos  Wayback Machine

### Fodnote
1. ↑  "100 Years Ago". Arkiveret fra originalen 3. marts 2016. Hentet 22. marts 2008.
2. ↑  http://wm10.allmusic.com/cg/amg.dll?p=amg&sql=33:fifyxqtdldse (Webside+ikke+længere+tilgængelig)
3. ↑  "100 Years Ago". Arkiveret fra originalen 10. februar 2008. Hentet 22. marts 2008.